# Beach volley ai XVII Giochi panamericani - Torneo femminile
Il torneo di beach volley femminile ai XVII Giochi panamericani di Toronto si è disputato tra il 13 e il 21 luglio 2015.

## Squadre partecipanti
| Gruppo A     | Gruppo B   | Gruppo C    | Gruppo D          |
| ------------ | ---------- | ----------- | ----------------- |
| Canada       | Brasile    | Colombia    | Argentina         |
| Isole Cayman | Cile       | El Salvador | Cuba              |
| Porto Rico   | Costa Rica | Guatemala   | Messico           |
| Uruguay      | Nicaragua  | Stati Uniti | Trinidad e Tobago |

### Turno preliminare
Classificate direttamente ai quarti di finale.      Classificate ai pre-quarti di finale.      Disputano le partite per il 13°, 14°, 15°, e 16º posto.

#### Gruppo A
|     |                           |       | Partite | Partite | Punti | Punti  | Punti | Set | Set | Set   | Set |
| Pos | Squadra                   | Punti | Vinte   | Perse   | Fatti | Subiti | Ratio | V   | P   | Ratio |     |
| --- | ------------------------- | ----- | ------- | ------- | ----- | ------ | ----- | --- | --- | ----- | --- |
| 1   | Humana-Paredes - Pischke  | 6     | 3       | 0       | 126   | 78     | 1.615 | 6   | 0   | MAX   |     |
| 2   | Gómez - Nieto             | 5     | 2       | 1       | 113   | 86     | 1.314 | 4   | 2   | 2.000 |     |
| 3   | Bernier Colon - Torruella | 4     | 1       | 2       | 103   | 100    | 1.030 | 2   | 4   | 0.500 |     |
| 4   | Powery - Smith-Johnson    | 3     | 0       | 3       | 48    | 126    | 0.381 | 1   | 6   | 0.000 |     |

| Data      |                           | Risultato |                           | Set 1 | Set 2 | Set 3 | Report |
| --------- | ------------------------- | --------- | ------------------------- | ----- | ----- | ----- | ------ |
| 13 luglio | Humana-Paredes - Pischke  | 2–0       | Powery - Smith-Johnson    | 21–8  | 21–10 |       | Report |
| 13 luglio | Gómez - Nieto             | 2–0       | Bernier Colon - Torruella | 21–15 | 21–15 |       | Report |
| 14 luglio | Humana-Paredes - Pischke  | 2–0       | Bernier Colon - Torruella | 21–16 | 21–15 |       | Report |
| 14 luglio | Gómez - Nieto             | 2–0       | Powery - Smith-Johnson    | 21–7  | 21–7  |       | Report |
| 15 luglio | Humana-Paredes - Pischke  | 2–0       | Gómez - Nieto             | 21–15 | 21–14 |       | Report |
| 15 luglio | Bernier Colon - Torruella | 2–0       | Powery - Smith-Johnson    | 21–5  | 21–11 |       | Report |

#### Gruppo B
|     |                     |       | Partite | Partite | Punti | Punti  | Punti | Set | Set | Set   | Set |
| Pos | Squadra             | Punti | Vinte   | Perse   | Fatti | Subiti | Ratio | V   | P   | Ratio |     |
| --- | ------------------- | ----- | ------- | ------- | ----- | ------ | ----- | --- | --- | ----- | --- |
| 1   | Maestrini - Horta   | 6     | 3       | 0       | 138   | 81     | 1.704 | 6   | 1   | 6.000 |     |
| 2   | Alfaro - Cope       | 5     | 2       | 1       | 132   | 124    | 1.065 | 5   | 3   | 1.667 |     |
| 3   | Mardones - Rivas    | 4     | 1       | 2       | 119   | 138    | 0.862 | 3   | 5   | 0.600 |     |
| 4   | Machado - Rodríguez | 3     | 0       | 3       | 88    | 134    | 0.657 | 1   | 6   | 0.167 |     |

| Data      |                   | Risultato |                     | Set 1 | Set 2 | Set 3 | Report |
| --------- | ----------------- | --------- | ------------------- | ----- | ----- | ----- | ------ |
| 13 luglio | Maestrini - Horta | 2–0       | Machado - Rodríguez | 21–7  | 21–13 |       | Report |
| 13 luglio | Alfaro - Cope     | 2–1       | Mardones - Rivas    | 16–21 | 21–14 | 15–11 | Report |
| 14 luglio | Maestrini - Horta | 2–0       | Mardones - Rivas    | 21–16 | 21–7  |       | Report |
| 14 luglio | Alfaro - Cope     | 2–0       | Machado - Rodríguez | 21–15 | 21–9  |       | Report |
| 16 luglio | Maestrini - Horta | 2–1       | Alfaro - Cope       | 21–11 | 18–21 | 15–6  | Report |
| 16 luglio | Mardones - Rivas  | 2–1       | Machado - Rodríguez | 21–13 | 14–21 | 15–10 | Report |

#### Gruppo C
|     |                       |       | Partite | Partite | Punti | Punti  | Punti | Set | Set | Set   | Set |
| Pos | Squadra               | Punti | Vinte   | Perse   | Fatti | Subiti | Ratio | V   | P   | Ratio |     |
| --- | --------------------- | ----- | ------- | ------- | ----- | ------ | ----- | --- | --- | ----- | --- |
| 1   | Larsen - Metter       | 6     | 3       | 0       | 126   | 89     | 1.416 | 6   | 0   | MAX   |     |
| 2   | A Galindo - C Galindo | 5     | 2       | 1       | 116   | 101    | 1.149 | 4   | 2   | 2.000 |     |
| 3   | Molina - Soler        | 4     | 1       | 2       | 113   | 137    | 0.825 | 2   | 5   | 0.400 |     |
| 4   | Orellana - Recinos    | 3     | 0       | 3       | 113   | 141    | 0.801 | 1   | 6   | 0.167 |     |

| Data      |                       | Risultato |                       | Set 1 | Set 2 | Set 3 | Report |
| --------- | --------------------- | --------- | --------------------- | ----- | ----- | ----- | ------ |
| 13 luglio | Larsen - Metter       | 2–0       | Molina - Soler        | 21–12 | 21–14 |       | Report |
| 13 luglio | A Galindo - C Galindo | 2–0       | Orellana - Recinos    | 21–14 | 21–15 |       | Report |
| 15 luglio | A Galindo - C Galindo | 2–0       | Molina - Soler        | 21–18 | 21–12 |       | Report |
| 15 luglio | Larsen - Metter       | 2–0       | Orellana - Recinos    | 21–13 | 21–18 |       | Report |
| 16 luglio | Larsen - Metter       | 2–0       | A Galindo - C Galindo | 21–14 | 21–18 |       | Report |
| 16 luglio | Orellana - Recinos    | 1–2       | Molina - Soler        | 18–21 | 23–21 | 12–15 | Report |

#### Gruppo D
|     |                     |       | Partite | Partite | Punti | Punti  | Punti | Set | Set | Set   | Set |
| Pos | Squadra             | Punti | Vinte   | Perse   | Fatti | Subiti | Ratio | V   | P   | Ratio |     |
| --- | ------------------- | ----- | ------- | ------- | ----- | ------ | ----- | --- | --- | ----- | --- |
| 1   | Flores - Martinez   | 6     | 3       | 0       | 139   | 106    | 1.311 | 6   | 1   | 6.000 |     |
| 2   | Gallay - Klug       | 5     | 2       | 1       | 133   | 104    | 1.279 | 5   | 2   | 2.500 |     |
| 3   | Candelas - Revuelta | 4     | 1       | 2       | 107   | 114    | 0.939 | 2   | 4   | 0.500 |     |
| 4   | Davidson - Dyette   | 3     | 0       | 3       | 75    | 130    | 0.577 | 0   | 6   | 0.000 |     |

| Data      |                     | Risultato |                     | Set 1 | Set 2 | Set 3 | Report |
| --------- | ------------------- | --------- | ------------------- | ----- | ----- | ----- | ------ |
| 14 luglio | Gallay - Klug       | 2–0       | Davidson - Dyette   | 21–11 | 21–13 |       | Report |
| 14 luglio | Candelas - Revuelta | 0–2       | Flores - Martinez   | 18–21 | 18–21 |       | Report |
| 15 luglio | Gallay - Klug       | 1–2       | Flores - Martinez   | 21–19 | 15–21 | 13–15 | Report |
| 15 luglio | Candelas - Revuelta | 2–0       | Davidson - Dyette   | 25–23 | 21–7  |       | Report |
| 16 luglio | Gallay - Klug       | 2–0       | Candelas - Revuelta | 21–15 | 21–10 |       | Report |
| 16 luglio | Flores - Martinez   | 2–0       | Davidson - Dyette   | 21–12 | 21–9  |       | Report |

## Fase finale
| Qualif. ai Quarti         | Qualif. ai Quarti |  |  | Quarti                   | Quarti                |  |                          | Semifinali            | Semifinali      |  |                          | Finale            | Finale |
|                           |                   |  |  |                          |                       |  |                          |                       |                 |  |                          |                   |        |
|                           |                   |  |  | Humana-Paredes - Pischke | 2                     |  |                          |                       |                 |  |                          |                   |        |
| Alfaro - Cope             | 2                 |  |  | Alfaro - Cope            | 0                     |  |                          |                       |                 |  |                          |                   |        |
| Candelas - Revuelta       | 0'                |  |  |                          |                       |  | Humana-Paredes - Pischke | 1                     |                 |  |                          |                   |        |
| A Galindo - C Galindo     | 2                 |  |  |                          |                       |  | Flores - Martinez        | 2                     |                 |  |                          |                   |        |
| Bernier Colon - Torruella | 0                 |  |  | A Galindo - C Galindo    | 0                     |  |                          |                       |                 |  |                          |                   |        |
|                           |                   |  |  | Flores - Martinez        | 2                     |  |                          |                       |                 |  |                          |                   |        |
|                           |                   |  |  |                          |                       |  |                          |                       |                 |  | Flores - Martinez        | 1                 |        |
|                           |                   |  |  |                          |                       |  |                          |                       |                 |  | Gallay - Klug            | 2                 |        |
|                           |                   |  |  | Larsen - Metter          | 0                     |  |                          |                       |                 |  |                          |                   |        |
| Mardones - Rivas          | 0                 |  |  | Gallay - Klug            | 2                     |  |                          |                       |                 |  |                          |                   |        |
| Gallay - Klug             | 2                 |  |  |                          |                       |  | Gallay - Klug            | 2                     |                 |  |                          |                   |        |
| Gómez - Nieto             | 2                 |  |  |                          |                       |  | Maestrini - Horta        | 1                     |                 |  | Finale 3º Posto          | Finale 3º Posto   |        |
| Molina - Soler            | 0                 |  |  | Gómez - Nieto            | 1                     |  |                          |                       |                 |  | Humana-Paredes - Pischke | 0                 |        |
|                           |                   |  |  | Maestrini - Horta        | 2                     |  |                          |                       |                 |  |                          | Maestrini - Horta | 2      |
|                           |                   |  |  |                          |                       |  |                          |                       |                 |  |                          |                   |        |
|                           |                   |  |  | Classificazione 5°-8°    | Classificazione 5°-8° |  |                          | Finale 5º posto       | Finale 5º posto |  |                          |                   |        |
|                           |                   |  |  |                          |                       |  |                          |                       |                 |  |                          |                   |        |
|                           |                   |  |  | Alfaro - Cope            | 1                     |  |                          | A Galindo - C Galindo | 1               |  |                          |                   |        |
|                           |                   |  |  | A Galindo - C Galindo    | 2                     |  |                          | Larsen - Metter       | 2               |  |                          |                   |        |
|                           |                   |  |  |                          |                       |  |                          |                       |                 |  |                          |                   |        |
|                           |                   |  |  |                          |                       |  |                          | Finale 7º posto       |                 |  |                          |                   |        |
|                           |                   |  |  |                          |                       |  |                          |                       |                 |  |                          |                   |        |
|                           |                   |  |  | Larsen - Metter          | 2                     |  | Alfaro - Cope            | 0                     |                 |  |                          |                   |        |
|                           |                   |  |  | Gómez - Nieto            | 0                     |  |                          | Gómez - Nieto         | 2               |  |                          |                   |        |